# Caridina burmensis
Caridina burmensis е вид десетоного от семейство Atyidae.

## Разпространение
Видът е разпространен в Мианмар.